# Heliconia tenebrosa
Heliconia tenebrosa är en enhjärtbladig växtart som beskrevs av James Francis Macbride. Heliconia tenebrosa ingår i släktet Heliconia och familjen Heliconiaceae. Inga underarter finns listade.